# Патрикеево (Ковровский район)
Патрикеево — деревня в Ковровском районе Владимирской области России, входит в состав Новосельского сельского поселения.

## География
Деревня расположена в 27 км на юго-запад от центра поселения посёлка Новый и в 31 км на юго-запад от райцентра города Ковров.

## История
В XIX — первой четверти XX века деревня входила в состав Клюшниковской волости Ковровского уезда. В 1859 году в деревне числилось 18 дворов, в 1905 году — 34 двора, в 1926 году — 52 двора.
С 1929 года деревня являлась центром Патрикеевского сельсовета Ковровского района, с 1940 года — в составе Дмитриевского сельсовета, с 1954 года — в составе Клюшниковского сельсовета, с 1972 года — в составе Новосельского сельсовета, с 2005 года — в составе Новосельского сельского поселения.

## Население
| 1859 | 1905 | 1926 | 2002 | 2010 | 2021 |
| ---- | ---- | ---- | ---- | ---- | ---- |
| 165  | ↗231 | ↗237 | ↘7   | ↗13  | ↗27  |